# بالکریشنا دوشی
بالکریشنا ویتالداس دوشی (به انگلیسی: Balkrishna Vithaldas Doshi) (متولد ۲۶ اوت ۱۹۲۷) معمار اهل هندوستان است. دوشی علاوه بر جایزهٔ آقاخان، در سال ۲۰۱۸ برندهٔ جایزهٔ پریتزکر شد و نام خود را به عنوان اولین معمار هندی برندهٔ این جایزه ثبت کرد.

## نگارخانه

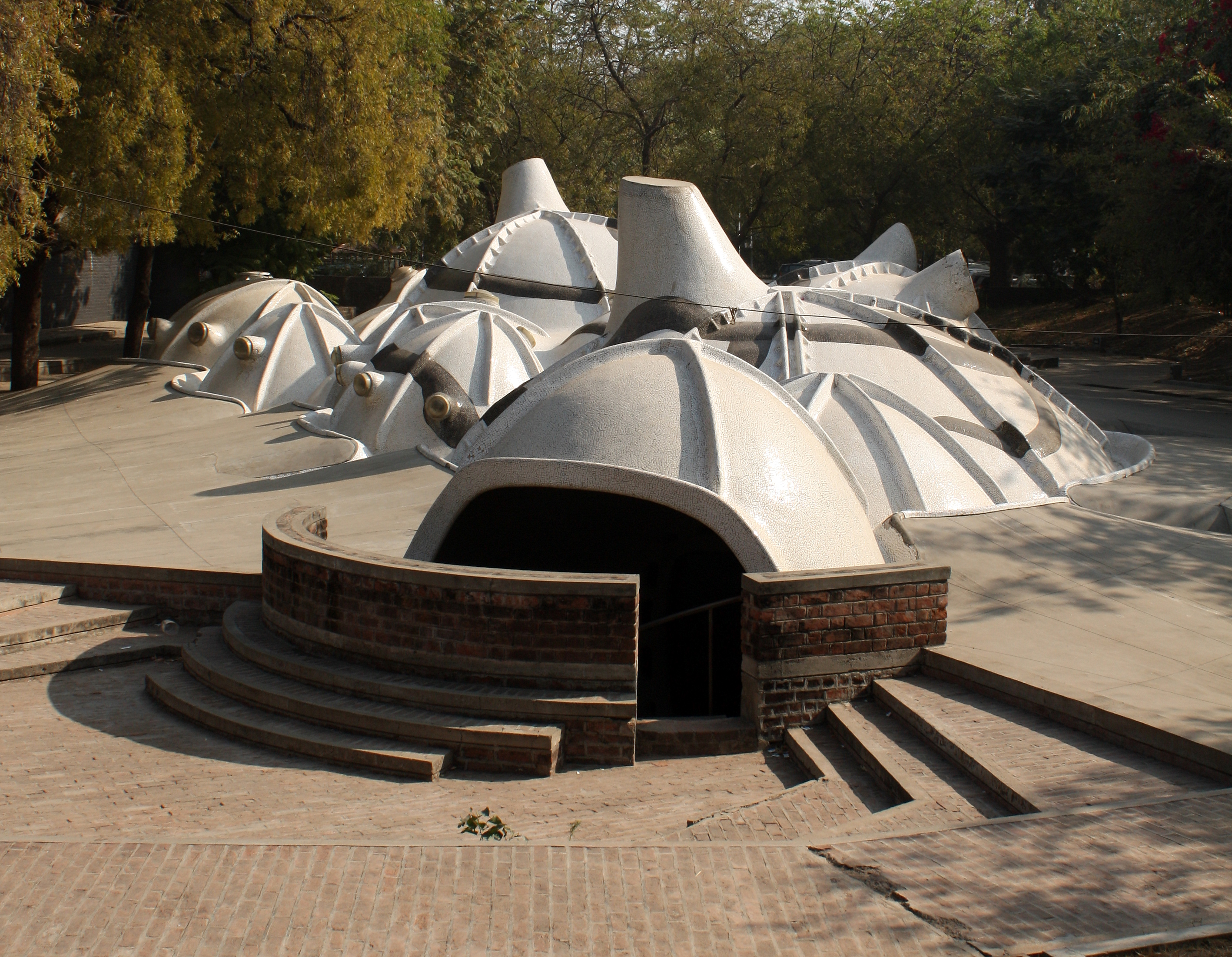